# Distrito electoral de Sheridan (condado de Frontier, Nebraska)
Sheridan (en inglés: Sheridan Precinct) es un distrito electoral ubicado en el condado de Frontier en el estado estadounidense de Nebraska. En el Censo de 2010 tenía una población de 44 habitantes y una densidad poblacional de 0,48 personas por km².

## Geografía
Sheridan se encuentra ubicado en las coordenadas 40°34′53″N 100°29′58″O / 40.58139, -100.49944. Según la Oficina del Censo de los Estados Unidos, Sheridan tiene una superficie total de 91.91 km², de la cual 91.87 km² corresponden a tierra firme y (0.04%) 0.04 km² es agua.

## Demografía
Según el censo de 2010, había 44 personas residiendo en Sheridan. La densidad de población era de 0,48 hab./km². De los 44 habitantes, Sheridan estaba compuesto por el 100% blancos, el 0% eran afroamericanos, el 0% eran amerindios, el 0% eran asiáticos, el 0% eran isleños del Pacífico, el 0% eran de otras razas y el 0% pertenecían a dos o más razas. Del total de la población el 0% eran hispanos o latinos de cualquier raza.